# 45-й Берлинский международный кинофестиваль
45-й Берлинский международный кинофестиваль проходил с 9 по 22 февраля, 1995 года в Берлине.

## Жюри
- Лия Ван Лир (председатель жюри)
- Георги Дюлгеров
- Гаова Сыцинь
- Альфред Хиршмайер
- Кристиана Хёрбигер
- Вадим Юсов
- Михаэль Куца
- Пилар Миро
- Цай Минлян

## Конкурсная программа
- Зависимость, режиссёр Абель Феррара
- Приманка, режиссёр Бертран Тавернье
- Перед рассветом, режиссёр Ричард Линклейтер
- Воздушный поцелуй, режиссёр Майкл Уинтерботтом
- Сто и одна ночь Симона Синема, режиссёр Аньес Варда
- Тень луны, режиссёр Альберто Симоне
- Аллея чудес, режиссёр Хорхе Фонс
- Король реки, режиссёр Мануэль Гутьеррес Арагон
- Возвращение к истокам, режиссёр Рэймонд Люн
- Хейдс, режиссёр Герберт Ахтернбуш
- Красная роза, белая роза, режиссёр Стэнли Кван
- Румянец, режиссёр Ли Шаохун
- Без дураков, режиссёр Роберт Бентон
- Пьеса для пассажира, режиссёр Вадим Абдрашитов
- Дурной глаз, режиссёр Шмуэль Асфари
- Безмолвная схватка, режиссёр Брюс Бересфорд
- Дым, режиссёр Уэйн Ван
- Горы Тхэбак, режиссёр Им Квон Тхэк
- Крест на сердце, или Что б я сдох, режиссёр Мариус Хольст
- Трансатлантис, режиссёр Кристиан Вагнер
- Звук, издаваемый безумцем, режиссёр Ален Роб-Грийе и Дмитрий де Клерг
- Когда опускается ночь, режиссёр Патрисия Розема
- Летний снег, режиссёр Энн Хёй

## Награды
- Золотой медведь:
  - Приманка, режиссёр Бертран Тавернье
- Золотой медведь за лучший короткометражный фильм:
  - Моя малышка меня оставила
  - Повтор
- Серебряный медведь:
- Серебряный медведь за лучшую мужскую роль:
  - Пол Ньюман — Без дураков
- Серебряный медведь за лучшую женскую роль:
  - Джозефин Сяо — Летний снег
- Серебряный медведь за лучшую режиссёрскую работу
  - Ричард Линклейтер — Перед рассветом
- Серебряный медведь за выдающиеся персональные достижения:
  - Вадим Абдрашитов — Пьеса для пассажира
- Серебряный медведь - специальный приз жюри
  - Дым
- Особое упоминание
  - Дурной глаз
  - Аллея чудес
  - Тень луны
- Почётный приз Berlinale Camera Award:
  - Элинор Китон
- Приз Teddy (кино, посвящённое теме сексуальных меньшинств):
- Приз Teddy за лучший короткометражный фильм:
  - Тревор
- Приз Teddy за лучший документальный фильм:
  - Жалобы исправной дочки
- Приз Teddy за лучший художественный фильм:
  - Последний ужин
  - Священник
  - Мраморная задница
- Приз экуменического (христианского) жюри:
- Приз экуменического (христианского) жюри (конкурсная программа):
  - Летний снег
- Приз экуменического (христианского) жюри (программа «Форум»):
  - Передвигая горы
  - Русская симфония
- Специальный приз фестиваля Blue Angel за лучший европейский фильм:
  - Крест на сердце, или Что б я сдох
- Приз Caligari за инновации в Программе молодого кино:
  - Жалобы исправной дочки
  - Мадагаскар
- Приз Нью-Йоркской киноакадемии (программа «Панорама»):
  - Алиса в стране глухих
- Приз Peace Film Award:
  - Он называл себя Хоэнштейном
- Приз имени Вольфганга Штаудте:
  - Двойная радость
- Приз газеты Siegessäule:
  - Поправка № 9